# Hieracium ciliatiflorum
Hieracium ciliatiflorum là một loài thực vật có hoa trong họ Cúc. Loài này được Pugsley mô tả khoa học đầu tiên.